# Georges Bonnefoy
 (novembre 2014).
Si vous disposez d'ouvrages ou d'articles de référence ou si vous connaissez des sites web de qualité traitant du thème abordé ici, merci de compléter l'article en donnant les références utiles à sa vérifiabilité et en les liant à la section « Notes et références ».
Georges Bonnefoy, né le 5 mars 1912 à Agen et mort le 21 juin 1940 à Bertrambois (Meurthe-et-Moselle), est un intellectuel français, tué au combat au début de la Seconde Guerre mondiale.

## Biographie

### Jeunesse et formation
Né en 1912 à Agen, Georges-Frédéric Bonnefoy accomplit ses études au lycée puis à la faculté de Lettres de Montpellier. Élève dans la Khâgne de Louis-le-Grand, il intègre la promotion 1932 de l’École normale supérieure, aux côtés du latiniste Pierre Grimal ou du philosophe Jean Gosset, puis décroche l'agrégation de Lettres en 1935. Après avoir effectué son service militaire à Briançon, il passe trois années à la Fondation Thiers, de 1936 à 1939.

### Activité intellectuelle
C'est avec la poésie que Georges Bonnefoy inscrit son nom dans le monde des lettres. En 1938, il fait paraître un premier recueil, La Suite interrompue, avant d'en rédiger un second, Le Poème d'Ariane, qu'il achève à la fin de l'été 1939 et qui sera édité de façon posthume, avant de se voir couronné par l'Académie française en 1945. Proche de la revue chrétienne progressiste Esprit, en raison de sa proximité avec plusieurs rédacteurs rencontrés au cours de ses études (Jean Gosset, Daniel Villey, Maxime Chastaing), Bonnefoy  intègre la revue en 1938. Athée lui-même, il y publie en mai les pages de son "Essai sur l'incroyance, l'un des textes les plus remarqués de l'année. Mobilisé comme officier de réserve en septembre 1938 lors de la crise de Munich, il en rapporte des notes qui seront à leur tout publiées.
L'essentiel de son activité tourne cependant vers la même époque autour de la rédaction de sa thèse, La Pensée religieuse et morale d'Alfred de Vigny, qu'il déposera en mars 1940, et sera publiée de façon posthume en 1945.

### Décès
Alors qu'il s'apprête à gagner le lycée du Havre pour la rentrée scolaire, il est mobilisé une seconde fois en août 1939, en tant que lieutenant au 37e Régiment d'Infanterie de Forteresse. Il cantonne en Alsace, où il dirige la construction de plusieurs ouvrages fortifiés de la ligne Maginot. Lors de la défaite de mai-juin 1940, il participe du 17 au 21 juin 1940 aux combats du Donon, où il trouve la mort. Encerclé avec ses sections par les Allemands, il a refusé de se rendre et sa conduite au feu lui vaudra une citation à l'ordre de l'Armée et l'attribution de la Croix de Guerre.
Dans le numéro de reprise d'Esprit de novembre 1940, c'est le directeur de la revue, Emmanuel Mounier, qui consacre une notice nécrologique à la mémoire de Georges Bonnefoy.
En juin 1941, son nom revient dans l'actualité de manière inattendue. L'essayiste Henri Guillemin ayant publié des textes sur Alfred de Vigny dans La Gazette de Lausanne, il se voit accusé par l'hebdomadaire collaborationniste Je suis partout, sous la plume d'Henri Poulain, d'avoir utilisé l’œuvre de Georges Bonnefoy sans le mentionner.
En 1946, Daniel Villey lui dédicace son essai, Redevenir des hommes libres, où il lui consacre un long hommage.

## Écrits

### Publications
- La Suite interrompue, Paris, O. Charpentier, 1938.  (ou Collection "La Caravelle" ?).
- Le Poème d'Ariane, Paris, Éditions de la Tour, 1945 (ouvrage couronné par l'Académie française).
- La Pensée religieuse et morale d'Alfred de Vigny, Paris, Hachette, 1945.

### Manuscrits
- Georges Bonnefoy officier français, recueil de lettres de guerre (1939-1940) rassemblées par son père, Archives Nationales
- Iphigénie ou la folie d'Oreste, pièce de théâtre.
- Contes.

## Pour approfondir